# Ernst Jacob von Eckardstein
Ernst Jacob Freiherr von Eckardstein, auch von Eckardtstein, bis 1799 Ernst Jacob Eckhard(t) (* 26. April 1742 in Münden; † 2. Juni 1803 in Berlin), war ein niedersächsischer Großhandelskaufmann und Unternehmer, preußischer Kammerherr und Gutsbesitzer sowie Begründer der Adelsfamilie von Eckardstein.

## Vorfahren
Nach Angabe des Heimatforschers Rudolf Schmidt stammte Ernst Jacob aus der bürgerlichen Patrizierfamilie Eckhardt. Sie sei bereits im Jahr 1425 nachweisbar, in dem ein Mitglied der Familie im Rat der landgrafschaftlich hessischen Stadt Eschwege gesessen habe. Spätere Aufenthaltsorte der Familie seien Duderstadt und Rothenburg gewesen, von wo 1702 ein Eckhardt – der Großvater Ernst Jacobs – wieder nach Eschwege zurückgekehrt sei. Der Großvater sei 1718 als Pfarrer der Altstädter Gemeinde verstorben. Dessen Sohn Johann Bernhard Eckhardt – der Vater Ernst Jacobs – ist in der ersten Hälfte des 18. Jahrhunderts im rund 50 Kilometer nordwestlich liegenden Münden in Chur-Hannover als Kauf- und Handelsherr nachweisbar. Johann Bernhard Eckhardt (* 1709; † 5. Oktober 1794 in Münden) heiratete 1739 Catharina Elisabeth Franke (* 1715; † 11. März 1800 in Münden) und stiftete der reformierten Gemeinde, deren Mitglied er war, in seinem Todesjahr 2000 Taler.

## Leben

### Übersicht

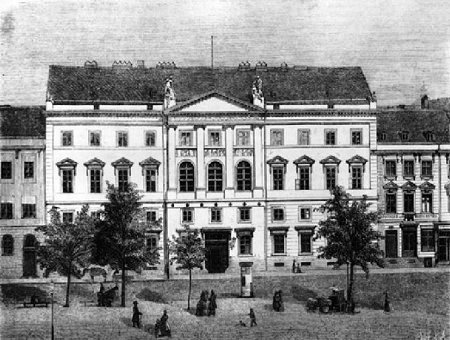
Palais Hardenberg in Berlin

Ernst Jacob Eckhardt wurde am 26. April 1742 in Münden geboren. Am 11. April 1769 heiratete er in Münden Rosina Dorothea Sattler, Tochter des Buttstädter Kauf- und Handelsherren Gottfried Sattler und der Rosina Christina Hildemann. In zweiter Ehe war er mit Metta Tiedemann verheiratet. 1788 wurde er vom Commerz-Collegio zu Hannover zum Mitglied der Kaufmannschaft ernannt. Aufgrund seiner industriellen Unternehmungen erfolgte 1790 die Verleihung des königlich hannoverschen Ober-Commercien-Commissarii im Amtmannsrang. Als Amtmann erhielt er von Friedrich August, Herzog von York und Albany, den Auftrag zur gesamten Verpflegung und Verproviantierung der Armeen, die in englischem Sold in Brabant standen. Nach dem Ende des Feldzuges reiste Ernst Jacob Eckhardt nach London, um, wie einer seiner Söhne später mitteilte, die Rechnungen zu beendigen und von dem englischen Gouvernement den ihm schuldig gebliebenen Saldo von circa 180.000 Pfund Sterling zu empfangen.
Nach der Übersiedlung nach Berlin 1799 beteiligte er sich mit 500.000 Talern an der Preußischen Seehandlung, die sich seit den 1790er Jahren von einer Handelsgesellschaft langsam zum staatlichen Bankhaus entwickelte und zugleich die Aufgabe einer halbmilitärischen preußischen Staatsreederei erfüllte. Zudem erwarb er in Charlottenburg die sogenannte Lichtenau-Besitzung und ausgedehnte Güter auf dem Barnim. 1801 kaufte er den 1774–1776 von Georg Christian Unger errichteten und später Palais Hardenberg genannten Immediatbau am früheren Dönhoffplatz in der Leipziger Straße 75 (heute: Leipziger Straße 55), den er bis zu seinem Tod 1803 bewohnte.

### Glashütte Amelith im Solling

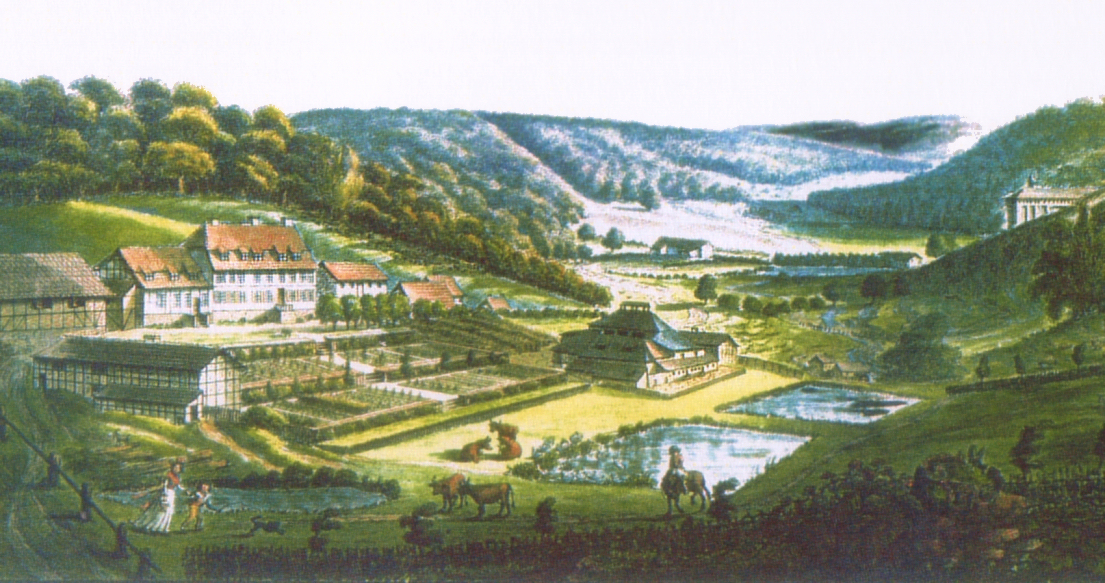
Spiegelglashütte Amelith an den Teichen in der Bildmitte, links das Herrenhaus, rechts Schloss Nienover

Zu den bedeutendsten Unternehmungen Eckhardts gehörte der Aufbau der Spiegelglashütte Amelith im Solling. 1779 pachtete er zusammen mit seinem Kompagnon Isaac Carios aus Amsterdam die 1776 errichtete „Glashütte bey Nienover“. Er stellte die Produktion von der Massenware auf das Luxusgut Spiegelglas um und führte die Spiegelglasfabrik in kürzester Zeit zu großen Erfolgen. Dabei kamen ihm die Kontakte zu reichen Bürgern, Adeligen und den Fürstenhäusern Europas zugute, die er über den Handel und seine Kontore geknüpft hatte. Im Zuge der Expansion der Fabrik entstanden zwei neue Dörfer im Solling: Um die Glashütte in Amelith ließ Eckhardt Häuser für die Glasmacher errichten und die Poliermühlen am Reiherbach, in denen die Spiegelglastafeln geschliffen und poliert wurden, bildeten die Keimzelle der Ortschaft Polier. Über die Fabrik, die große Auslandsgeschäfte machte, schrieb Eckardt selbst:

„Ich habe diese Fabrik, dergleichen noch keine im Lande vorhanden war, an einem Orte angelegt, wo sich vorhin eine Wüstenei befand. Schmelzhütten, Schleifmühlen, drei Poliermühlen, Stampfen, Magazine und Oeconomiegebäude erstanden nach und nach. Dort wo vorhin Holz und wildes Gebüsch stand, zum Teil mit Sümpfen umgeben, sieht man jetzt einen Ort, der einem kleinen Flecken gleicht und sich jährlich vergrößert.“

Eckhardt suchte nicht nur in der Glasherstellung nach Innovationen, sondern führte auch Experimente in der Landwirtschaft durch. So ließ er einige seiner Felder mit Pottasche, der ausgelaugten Asche aus den Pottaschesiedereien, düngen.
Nachdem die Regierung in Hannover seinen weiteren Expansionsplänen immer wieder Steine in den Weg legte, nahm er 1799 das Angebot Preußens zur Übersiedlung nach Berlin an. Erst jetzt und damit nicht sein gesamtes Vermögen und Engagement nach Preußen floss, wandelte die Regierung in Hannover den Pachtvertrag der Fabrik in einen Erbzinsbrief um.

### Übersiedlung nach Berlin, Kammerherr und Freiherr
Der Wunsch zur Übersiedlung nach Berlin kam dem über die Hannoveraner verärgerten Eckhardt bei einer Reise in die Hauptstadt und den dabei gewonnenen Eindrücken. Der preußische Staat zeigte sich überaus entgegenkommend und unterstützte Eckhardts Pläne tatkräftig, da derartige Vermögen im preußischen Staat nicht häufig seien. Unter der Bedingung, dass er sein Vermögen von mehreren Millionen Talern in Preußen anlegt, machte ihn Friedrich Wilhelm III. zum Kammerherrn und erhob ihn am 11. Oktober 1799 in den Adelsstand (andere Angabe: 20. Februar 1799). Bei der Erteilung der Freiherrenwürde wurde der vormalige Name Eckhardt in von Eckardtstein (I. Linie), später meist von Eckardstein (II. Linie und III. Linie) geschrieben, abgeändert. Der Auflage Preußens kam der neue Baron mit umfangreichen Investments nach.
Die Blasonierung des Familienwappens beschrieb das Gothaische Genealogische Taschenbuch der Freiherrlichen Häuser 1859 wie folgt:

„W: quer getheilt; oben in Silber der k. preuß. Adler mit Scepter und Reichsapfel; die untere von Blau über Gold schrägerechts getheilte Feldung überzieht ein mit drei silbernen Eicheln neben einander belegter rother Querbalken.  Freiherrenkrone und zwei Helme.  Der rechte mit blaugoldener Decke ist gekrönt und trägt einen auswärts sehenden, mit einer Königskrone gezierten schwarzen Adlerskopf und Hals mit goldenem Schnabel und ausgeschlagener rother Zunge; der linke Helm mit rothsilberner Decke ist mit einem ebensolchen Wulste belegt und trägt zwei mit den Sachsen einwärts gewendete und sich deckende rothe Adlersflügel, welche je mit drei (2, 1) silbernen Eicheln belegt sind. Schildhalter: rechts ein einwärts sehender goldener Löwe mit ausgeschlagener Zunge und aufgewundenem Schweif, links ein blauer Bär mit goldenem Halsband.“

### Grundbesitz in Brandenburg
Nach dem Einkauf in die Preußische Seehandlung und dem Erwerb der Charlottenburger Lichtenau-Besitzung (siehe oben) investierte der nunmehrige Ernst Jakob Freiherr von Eckardstein 1801 810.000 Reichstaler in verschiedene Güter nordöstlich von Berlin auf dem Barnim. Unter anderem kaufte er von der Adelsfamilie von Kameke einige Tausend Hektar Land mit Schloss Prötzel, Prädikow, Grunow und Reichenow.

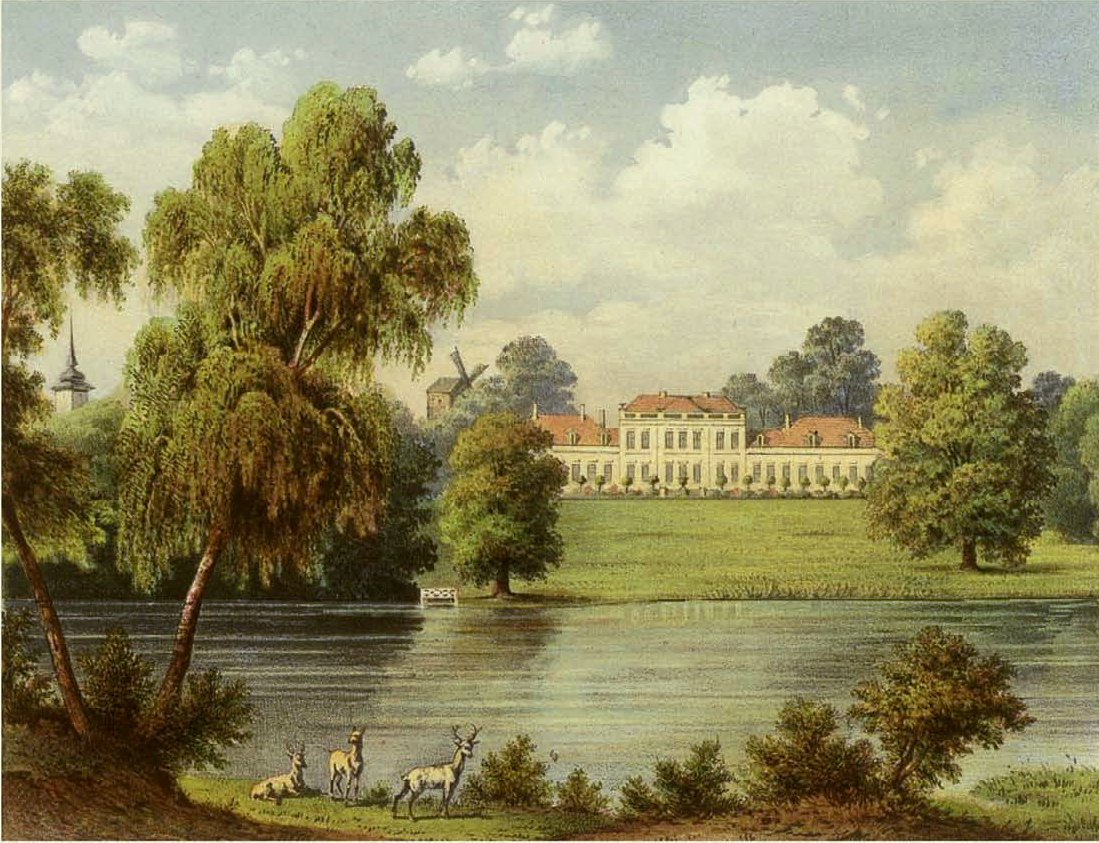
Schloss Prötzel um 1871/73
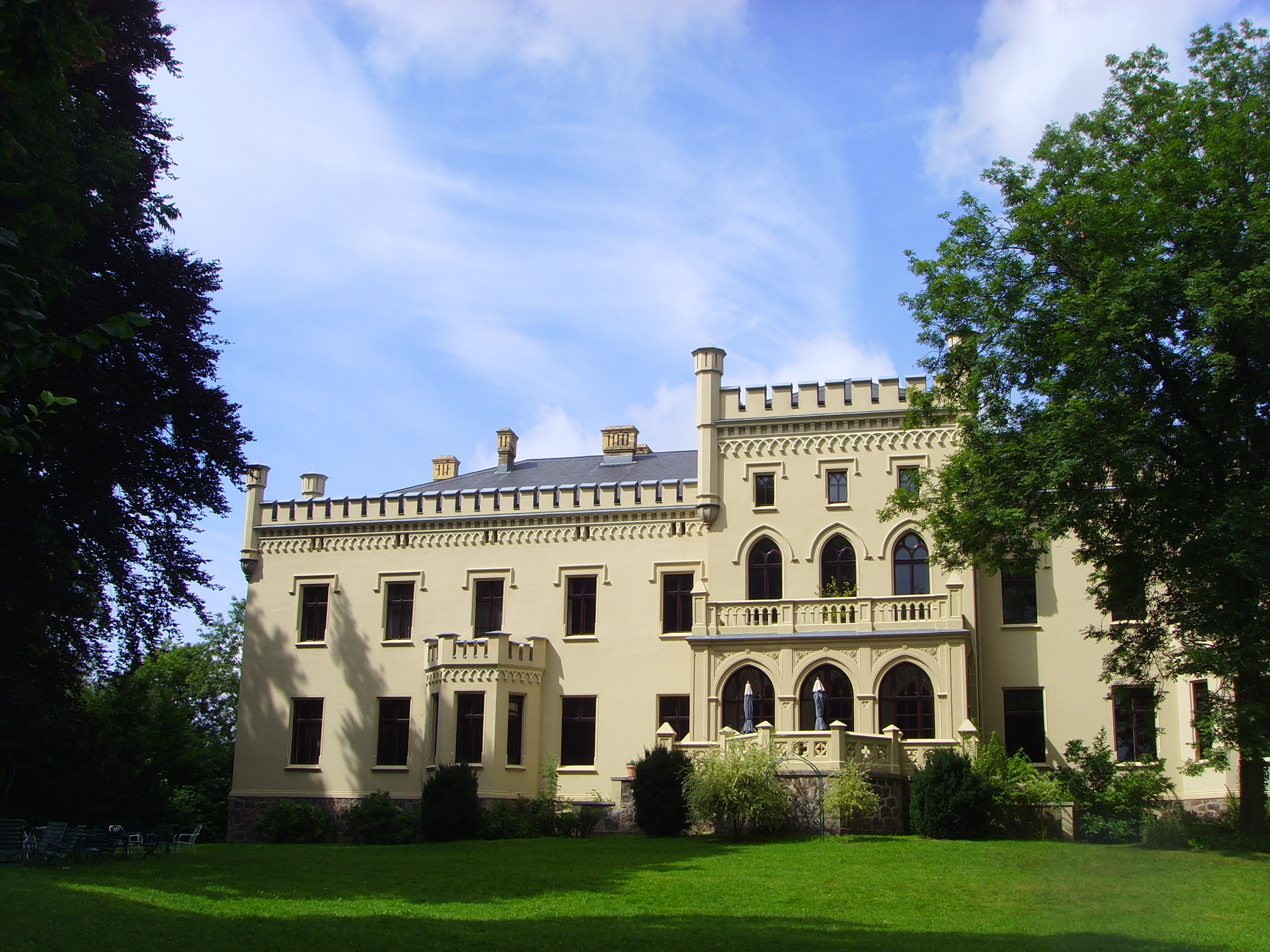
Schloss Reichenow, 1897–1900 erbaut

Auf dem Reichenow benachbarten Rittergut Möglin hatte der Agrarreformer und Begründer der Agrarwissenschaft Albrecht Daniel Thaer 1806 die Landwirtschaftliche Akademie Möglin gegründet. Inspiriert von Thaer, mit dem er befreundet war, führte Ernst Jacob Freiherr von Eckardstein auf seinen Gütern für die damalige Zeit moderne landwirtschaftliche Produktionsformen ein. So stellte Johann Gottlieb Koppe, bei Thaer ausgebildet und von 1814 bis 1830 Verwalter der Eckardsteinschen Ländereien, die Produktion von der Dreifelderwirtschaft auf Schlag- und Fruchtwechsel nach englischem Vorbild um. 1833 ließ sein dritter Sohn aus seiner zweiten Ehe mit Metta Tiedemann, Arnold Freiherr von Eckardstein (* 20. März 1782 Hann. Münden; † 8. August 1856), das Vorwerk Ernsthof anlegen. Den Namen gab er dem Ernsthof nach seinem Vater und/oder erstgeborenen Sohn (1824–1899), die beide mit Vornamen Ernst hießen. Zudem trägt die denkmalgeschützte Turmvilla Eckardstein aus dem Jahr 1906/07 in Strausberg den Namen des Begründers des Adelsgeschlechts. Die Haltestelle Käthe-Kollwitz-Straße der Strausberger Eisenbahn trug früher die Bezeichnung Siedlung Eckardtstein beziehungsweise Siedlung Eckardstein oder Eckardstein.

## Nachfahren
Ernst Jacobs Söhne begründeten mehrere Nachkommenlinien des von Eckardsteinschen Adelsgeschlechts. Das Gothaische Genealogische Taschenbuch (Gotha/GGT) von 1872 zählt fünf Häuser:
- I. Haus: Gottfried Bernhard Freiherr von Eckardstein (* 23. Dezember 1769; † 14. Oktober 1816), Steingutfabrikant in Berlin; ⚭ mit Sophie Elisabeth Karsten (* 1782; † 1865)
- II. Haus: Heinrich Gottlieb Freiherr von Eckardstein (* 14. März 1772; † 2. März 1827), Spiegelfabrikant in Berlin; ⚭ 1) mit Auguste von Reichenbach († 1821), 2) mit Sophie von Kröcher († 1847)
- III. Haus Leuenberg: Georg Christian Freiherr von Eckardstein (25. April 1773; † 1. Oktober 1820); ⚭ 15. Juni 1800 mit Charlotte Freiin von Loën (* 1783; † 1855)
- IV. Haus Falkenhagen (1805 erworben): Karl Jacob Freiherr von Eckardstein (* 1776; † 1831); ⚭ mit Elisabeth Friederike Anna Gräfin von Blumenthal (* 1780; † 1846)
- V. Haus Prötzel: Freiherr Arnold von Eckardstein (* 20. März 1781; † 8. August 1856); ⚭ 30. April 1823 mit Sophie Friederike von Bredow (* 1805; † 1867)[17]

Das Gothaische Genealogische Taschenbuch von 1866 nennt darüber hinaus noch das Haus Deutsch-Wilmersdorf:
- Franz Freiherr von Eckardstein (* 1785; † 23. Dezember 1842), preußischer Kammerherr und Major in der Kavallerie, ⚭ mit Albertine geb. Gräfin von Hertzberg[18]

Nach Angabe des Neuen allgemeinen Deutschen Adels-Lexicons von 1861 seien die Häuser Deutsch-Wilmersdorf und Leuenberg sehr bald im Mannesstamme ausgestorben. Für die beiden Linien Prötzel und Falkenhagen nennt das Lexikon folgende Nachfahren (keine vollständige Listung):

### Haus Prötzel
- Arnold Freiherr von Eckardstein (* 20. März 1782 in Hann. Münden; † 8. August 1856) (Sohn); ⚭ 1823 Sophie Auguste Karoline von Bredow (* 9. Januar 1805; † 21. September 1867 in Haselberg)
  - Ernst von Eckardstein-Prötzel (* 1824 in Prötzel; † 1899 in Berlin), preußischer Gutsbesitzer und Politiker (MdR, MdH, MdA) (Sohn von Arnold und Sophie); ⚭ 1854 Maria Wenzel, dritte Tochter des preußischen geheimen Oberfinanzrats Wenzel
    - Arnold Freiherr von Eckardstein (* 1857 in Prötzel; † 1894 in Klosterdorf) (Sohn von Ernst und Maria); ⚭ 1892 Freda Gräfin von Hacke (* 1870; † 1912), Tochter des Grafen Edwin von Hacke

  - Arnoldine Freiin von Eckardstein (* 1825; † 1857) (Tochter von Arnold und Sophie); ⚭ 1851 Wilhelm Karl Alexander Heinrich Graf Finck von Finckenstein (* 1815; † 1876)
  - Metta Freiin von Eckardstein (* 1827; † 1885) (Tochter von Arnold und Sophie); ⚭ 1851 Bernhard Graf von der Schulenburg (* 1815; † 1860); ⚭ 1862 Gustav Graf von der Schulenburg (Bruder von Bernhard; * 1817; † 1893); Schwiegermutter von Günther Reichsgraf Finck von Finckenstein[20]
  - August Friedrich Freiherr von Eckardstein, Herr auf Haselberg, Reichenow usw. (Sohn von Arnold und Sophie) (* 9. März 1828 in Prötzel; † 7. November 1900 in Haselberg); ⚭ 1858 Hedwig Schütz (* 19. Februar 1838 in Seelow; † 19. September 1907 in Haselberg)

### Haus Falkenhagen/Löwen (Brieg)

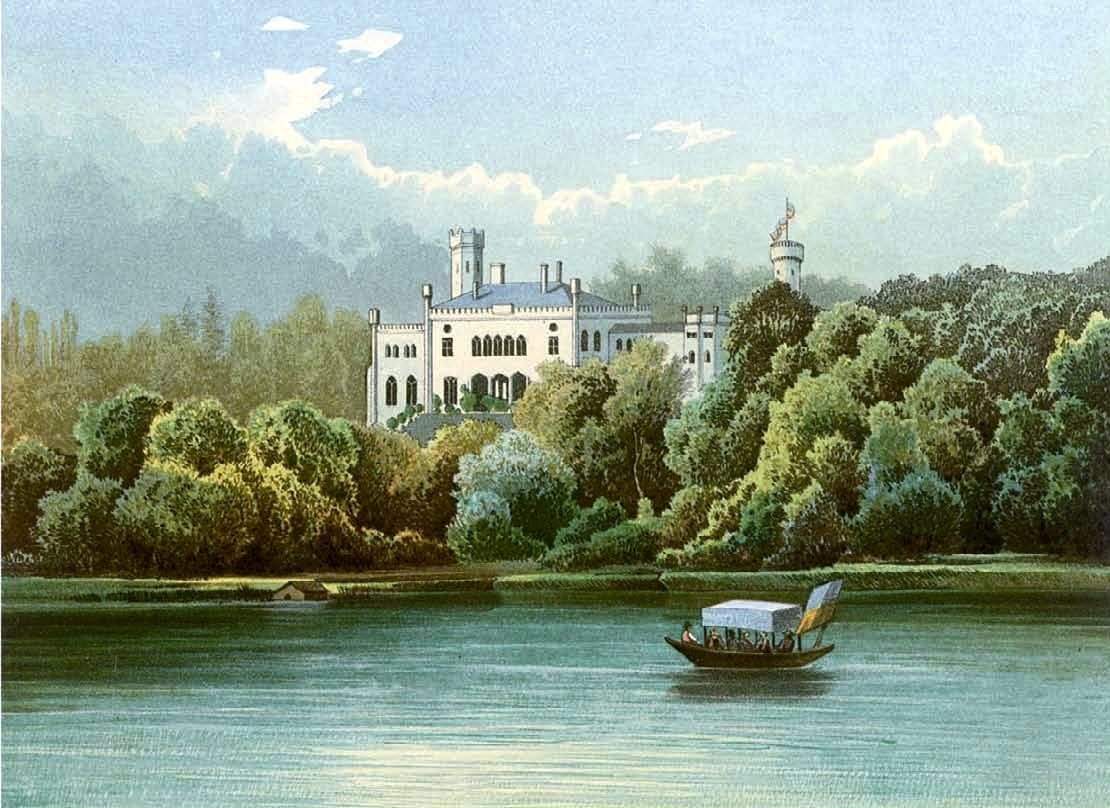
Schloss Falkenhagen (Mark) um 1860

Zu Haus Falkenhagen gehörte sehr wahrscheinlich auch eine Familienlinie in Löwen bei Brieg in der ehemaligen preußischen Provinz Schlesien.
- Julius Freiherr von Eckardstein (* 1806; † 1844) (Sohn des Karl Jakob von Eckardstein (1776–1831) und Elisabeth Friederike von Blumenthal (1780–1846)); ⚭ 1833 Imma (Wilhelmine) Gräfin Finck von Finckenstein (* 1817; † 1871)
  - Ernst Carl Julius von Eckardstein (* 1833; † 1887)[21] (Sohn von Julius und Wilhelmine; ⚭ 1861 Amalie Senger, verw. von Gollmitz), königlich-preußischer Premierleutnant a. D. im Dragoner-Garderegiment, war ab 1860 kurzzeitig Besitzer[22] der Standesherrschaft Drehna, besaß und verwaltete das Haus in Gemeinschaft mit seinen Geschwistern:
  - Wilhelm Bernhard Julius von Eckardstein (* 1835; † 1876) (Sohn von Julius und Wilhelmine), königlich-preußischer Leutnant in der Garde-Landwehr-Kavallerie; ⚭ 1859 Thekla Gräfin Kleist von Nollendorf (* 1834; † 1921), Tochter von Hermann Graf Kleist von Nollendorf
    - Hermann (Johannes Arnold Wilhelm Julius Ernst) Freiherr von Eckardstein (* 5. Juli 1864 in Löwen bei Brieg; † 21. November 1933 in Den Haag), Diplomat[23] (Sohn von Wilhelm und Thekla)

  - Imma Freiin von Eckardstein (* 1837; † 1869)[24] (Tochter von Julius und Wilhelmine); ⚭ zu Paris 1858 Leo (Leonhard) Freiherr von Romberg-Zaatzke; Sohn Gisbert Freiherr von Romberg
  - Julius Freiherr von Eckardstein (* 1844; † 1900) (Sohn von Julius und Wilhelmine); Major a. D. ⚭ 1872 Klara von Jagow (* 1849; † 1907), Tochter des Landrats Otto von Jagow u. d. Klara von Morgenstern

### 20. Jahrhundert
1912 wurden unter den großgrundbesitzenden Millionären der Provinz Brandenburg sechs Mitglieder der Adelsfamilie gelistet (jeweils gesamtes Vermögen = Wert des Grundbesitzes und Kapitalvermögens; Angaben in Reichsmark):
- Freiherr von Eckardstein-Prötzel, 11 bis 12 Millionen
- Freiherr von Eckardstein-Haselberg, 10 bis 11 Millionen
- Ernst Freiherr von Eckardstein-Prötzel, 5 bis 6 Millionen
- Arnold Freiherr von Eckardstein-Prötzel, 5 bis 6 Millionen
- Freda Freifrau von Eckardstein-Prötzel, 5 bis 6 Millionen
- Freiherr von Eckardstein-Kletzke, 4 bis 5 Millionen[26]